# انحراف مطلق متوسط
في علم الإحصاء، الانحراف المطلق لأي عنصر ضمن مجموعة البيانات الإحصائية هو الفرق المطلق (القيمة المطلقة للفرق) بين هذا العنصر وقيمة أخرى معطاة. عادة تكون هذه القيمة المعطاة هي المتوسط الحسابي أو الوسيط لمجموعة البيانات.

## تعريف رياضي
يحسب الانحراف المطلق بالعلاقة:
{\displaystyle |D|=|x_{i}-m(X)|}
حيث:
{\displaystyle |D|} هو الانحراف المطلق,
{\displaystyle x_{i}} عنصر من المجموعة
و {\displaystyle m(X)} القيمة المعطاة (مقياس النزعة المركزية) للمجموعة. عادة يمثل المتوسط الحسابي أو الوسيط.